# Malayotyphlops luzonensis
Malayotyphlops luzonensis — вид змій родини сліпунів (Typhlopidae). Ендемік Філіппін.

## Поширення і екологія
Malayotyphlops luzonensis мешкають на островах Лусон, Негрос, Себу і Маріндук, за деякими свідченнями також на сусідних островах. Вони живуть у вологих тропічних лісах, серед пухкого ґрунту і опалого листя.